# Personer i Sverige födda i Malaysia
Till personer i Sverige födda i Malaysia räknas personer som är folkbokförda i Sverige och som har sitt ursprung i Malaysia. Enligt Statistiska centralbyrån fanns det 2017 i Sverige sammanlagt cirka 1 600 personer födda i Malaysia.

## Historisk utveckling

### Födda i Malaysia
| Personer i Sverige födda i Malaysia 1970–2024 | Personer i Sverige födda i Malaysia 1970–2024 | Personer i Sverige födda i Malaysia 1970–2024 | Personer i Sverige födda i Malaysia 1970–2024 | Personer i Sverige födda i Malaysia 1970–2024 |
| --- | --------------------------------------------- | --------------------------------------------- | --------------------------------------------- | --------------------------------------------- |
| |                                               |                                               |                                               |                                               |
| År |                                               |                                               | Folkmängd                                     |                                               |
| 1970 | 1970                                          |                                               | 45                                            |                                               |
| 1980 | 1980                                          |                                               | 339                                           |                                               |
| 1990 | 1990                                          |                                               | 708                                           |                                               |
| 2000 | 2000                                          |                                               | 961                                           |                                               |
| 2001 | 2001                                          |                                               | 1 015                                         |                                               |
| 2002 | 2002                                          |                                               | 1 047                                         |                                               |
| 2003 | 2003                                          |                                               | 1 068                                         |                                               |
| 2004 | 2004                                          |                                               | 1 103                                         |                                               |
| 2005 | 2005                                          |                                               | 1 152                                         |                                               |
| 2006 | 2006                                          |                                               | 1 169                                         |                                               |
| 2007 | 2007                                          |                                               | 1 231                                         |                                               |
| 2008 | 2008                                          |                                               | 1 305                                         |                                               |
| 2009 | 2009                                          |                                               | 1 370                                         |                                               |
| 2010 | 2010                                          |                                               | 1 384                                         |                                               |
| 2011 | 2011                                          |                                               | 1 407                                         |                                               |
| 2012 | 2012                                          |                                               | 1 423                                         |                                               |
| 2013 | 2013                                          |                                               | 1 473                                         |                                               |
| 2014 | 2014                                          |                                               | 1 527                                         |                                               |
| 2015 | 2015                                          |                                               | 1 510                                         |                                               |
| 2016 | 2016                                          |                                               | 1 563                                         |                                               |
| 2017 | 2017                                          |                                               | 1 608                                         |                                               |
| 2018 | 2018                                          |                                               | 1 670                                         |                                               |
| 2019 | 2019                                          |                                               | 1 719                                         |                                               |
| 2020 | 2020                                          |                                               | 1 739                                         |                                               |
| 2021 | 2021                                          |                                               | 1 821                                         |                                               |
| 2022 | 2022                                          |                                               | 1 901                                         |                                               |
| 2023 | 2023                                          |                                               | 1 985                                         |                                               |
| 2024 | 2024                                          |                                               | 2 042                                         |                                               |
| Anm.: Befolkning den 31 december respektive år förutom år 1970 som avser förhållandet den 1 november och år 1980 som avser förhållandet den 15 september. |                                               |                                               |                                               |                                               |